# Tolistobogiens

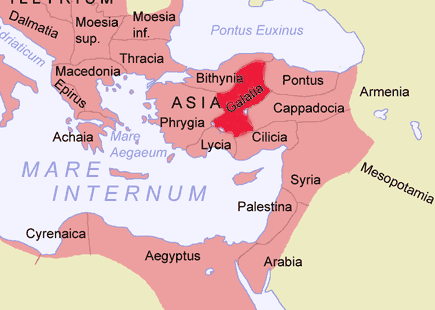
La Galatie à l’époque romaine.

Les Tolistobogiens ou Tolistoages ou Tolistoboges (latinisé en Tolistobogii chez Strabon), dont le nom pourrait dériver de celui des Boïens, sont un des trois peuples qui, avec les Tectosages et les Trocmes, ont formé en Anatolie (Turquie actuelle) la communauté des Galates au IIIe siècle av. J.-C.

## Protohistoire
L'année 279 av. J.-C. voit le début de la Grande expédition, commandée par Brennos et Akichorios. Une partie de l’armée emmenée par Brennos descend jusqu’aux Thermopyles et arrive à Delphes à la tête d’une armée de 65 000 hommes. L’autre partie, commandée par Léonorios et Lutorios traverse la Thrace. Cette armée franchit l’Hellespont et arrive en Anatolie à l’invitation du roi Nicomède Ier de Bithynie, afin de combattre Antiochos Ier, roi séleucide (278). Battus par ce dernier, les Galates s’installent sur les hauts plateaux anatoliens, qui devient alors la Galatie.
Leur territoire était limitrophe de la Bithynie et de la Phrygie, à l’ouest du territoire des Tectosages. Leurs villes principales étaient Pessinonte (centre commercial et sanctuaire d’Agdistis), Bloukion (résidence royale), Gordion, Orcaorci, Tolistochora et Péïon. Nous connaissons les noms de trois de leurs tétrarchies : Ambitouti, Tosiopes et Voturi.

## Sources antiques
- Strabon, Géographie [détail des éditions] [lire en ligne], XII, 5.